# Calliopum splendidum
Calliopum splendidum is een vliegensoort uit de familie van de Lauxaniidae. De wetenschappelijke naam van de soort is voor het eerst geldig gepubliceerd in 1978 door Papp.